# Buellia intermedioides
Buellia intermedioides är en lavart som först beskrevs av Marbach, och fick sitt nu gällande namn av Bungartz. Buellia intermedioides ingår i släktet Buellia och familjen Physciaceae.   Inga underarter finns listade i Catalogue of Life.